# Philipp Hehl
Philipp Hehl (ur. 19 sierpnia 1908, zm. ?) – zbrodniarz nazistowski, członek załogi niemieckiego obozu koncentracyjnego Mauthausen-Gusen i SS-Sturmmann.
Obywatel jugosłowiański narodowości niemieckiej. Przed wybuchem wojny pracował jako stolarz. Członek SS od 6 października 1943. 10 października 1943 został skierowany do służby w obozie głównym Mauthausen, gdzie pozostał do 27 lutego 1944. Następnie przeniesiono go do podobozu Redl-Zipf, skąd we wrześniu 1944, po krótkim pobycie w obozie głównym, skierowano go do podobozu Linz.
Hehl został osądzony w proces załogi Mauthausen-Gusen (US vs. Peter Bärens i inni) przed amerykańskim Trybunałem Wojskowym w Dachau. Skazano go początkowo na 25 lat pozbawienia wolności, uznano bowiem jego winę (do czego częściowo się przyznał) w zamordowaniu 18 września 1944 trzech więźniów próbujących zbiec z kamieniołomów Wiener-Graben. W wyniku rewizji wyroku 5 marca 1948 wyrok zmniejszono do 3 lat więzienia. Stwierdzono, iż zastrzelenie więźniów podczas próby ucieczki jest okolicznością łagodzącą.